# Effusimentum triangulum
Effusimentum triangulum là một loài ruồi trong họ Tachinidae.